# Pilar de las Ninfas
El Pilar de las Ninfas fue una fuente desaparecida de la ciudad española de Granada.

## Historia
Fue realizado en 1593, en estilo renacentista por Juan de la Vega y Alonso Hernández y derruida en 1835 para el aprovechamiento de sus piedras para levantarlos muros del río Darro en medio de la ampliación de la plaza Nueva y su conexión con la plaza de Santa Ana.

## Descripción
Cincuenta años posterior al pilar de Carlos V, era una fuente bastante más grande, con la disposición de un arco del triunfo, columnas (jónicas) salientes acotando el área escultórica, siendo muy similar a la posterior fontana de Trevi, con dos arcos de medio punto flanqueándola.